# Johann Konrad Eberlein
Johann Konrad Eberlein (* 12. April 1948 in Nürnberg) ist ein deutsch-österreichischer Kunsthistoriker.

## Leben
Eberlein studierte ab 1969 Kunstgeschichte, Geschichte und Klassische Archäologie in Erlangen, München, Freiburg/Breisgau und Bonn. Seine begonnene Dissertation bei Günter Bandmann schloss er nach dessen Tod 1978 in Würzburg ab.
Weitere berufliche Stationen waren München, Frankfurt, Innsbruck, Kassel (wo er 1992 habilitiert wurde), Bern, Salzburg und schließlich Graz. Von 1998 bis zu seinem Ruhestand 2012 war er Professor für Kunstgeschichte am Kunsthistorischen Institut der Universität Graz.

## Veröffentlichungen (Auswahl)
- Apparitio regis – revelatio veritatis. Studien zur Darstellung des Vorhangs in der bildenden Kunst von der Spätantike bis zum Ende des Mittelalters, Reichert, Wiesbaden 1982, ISBN 3-88226-113-7 (Dissertation).
- Miniatur und Arbeit – Das Medium Buchmalerei,  1995, ISBN 3518582011
- Grundlagen der Mittelalterlichen Kunst. Eine Quellenkunde, 1996, ISBN 349601153X
- Albrecht Dürer, 2003
- Harald de Bary. Leben und Werk, 2006, ISBN 978-3-86638-123-0.
- »Angelus Novus«. Paul Klees Bild und Walter Benjamins Deutung, 2006, ISBN 3793092801
- mit Paul von Naredi-Rainer, Götz Pochat (Hrsg.): Hauptwerke der Kunstgeschichtsschreibung. Kröner, Stuttgart 2010, ISBN 3534236580